# Bergisches Land

Bergisches Land i Tyskland

Bergisches Land är område i delstaten Nordrhein-Westfalen i västra Tyskland, öster om floden Rhen och söder om floden Ruhr. Det utgörs delvis av låga, skogklädda berg, vilka ingår i Rhenska skifferbergen. Högsta punkten är 519 meter över havet. Den största staden är Wuppertal, vilken betraktas som områdets huvudort. Den södra delen av området har dock numera starkare ekonomiska och sociokulturella band till Köln.
Förutom stadstriangeln Wuppertal - Solingen - Remscheid (Bergisches Städtedreieck) ingår staden Leverkusen samt distrikten Kreis Mettmann, Rheinisch-Bergischer Kreis och Oberbergischer Kreis. Även delar av distriktet Rhein-Sieg-Kreis ingår.
Området har fått sitt namn efter det forna Hertigdömet Berg.